# Conley (Geòrgia)
Conley és una concentració de població designada pel cens dels Estats Units a l'estat de Geòrgia. Segons el cens del 2000 tenia 6.188 habitants.

## Demografia
Segons el cens del 2000, Conley tenia 6.188 habitants, 1.968 habitatges, i 1.505 famílies. La densitat de població era de 1.250,9 habitants per km².
Dels 1.968 habitatges en un 42,9% hi vivien nens de menys de 18 anys, en un 41,2% hi vivien parelles casades, en un 28,2% dones solteres, i en un 23,5% no eren unitats familiars. En el 17,7% dels habitatges hi vivien persones soles el 4,9% de les quals corresponia a persones de 65 anys o més que vivien soles. El nombre mitjà de persones vivint en cada habitatge era de 3,14 i el nombre mitjà de persones que vivien en cada família era de 3,49.
Per edats la població es repartia de la següent manera: un 32,9% tenia menys de 18 anys, un 10,1% entre 18 i 24, un 31,9% entre 25 i 44, un 18,9% de 45 a 60 i un 6,3% 65 anys o més.
L'edat mediana era de 29 anys. Per cada 100 dones de 18 o més anys hi havia 92,5 homes.
La renda mediana per habitatge era de 31.478 $ i la renda mediana per família de 32.922 $. Els homes tenien una renda mediana de 24.817 $ mentre que les dones 24.289 $. La renda per capita de la població era d'11.629 $. Entorn del 16,7% de les famílies i el 20,3% de la població estaven per davall del llindar de pobresa.

## Poblacions més properes
El següent diagrama mostra les poblacions més properes.